# Liste der Biografien/Reo
Liste der Biografien |
Portal Biografien |
Personensuche
# |
A |
B |
C |
D |
E |
F |
G |
H |
I |
J |
K |
L |
M |
N |
O |
P |
Q |
R |
S |
T |
U |
V |
W |
X |
Y |
Z |
?
 
Ra |
Rb |
Rd |
Re |
Rh |
Ri |
Rj |
Rk |
Rl |
Rm |
Rn |
Ro |
Rr |
Rs |
Rt |
Ru |
Rv |
Rw |
Rx |
Ry |
Rz
 
Rea |
Reb |
Rec |
Red |
Ree |
Ref |
Reg |
Reh |
Rei |
Rej |
Rek |
Rel |
Rem |
Ren |
Reo |
Rep |
Req |
Rer |
Res |
Ret |
Reu |
Rev |
Rew |
Rex |
Rey |
Rez
Die Liste der Biografien führt alle Personen auf, die in der deutschsprachigen Wikipedia einen Artikel haben. Dieses ist eine Teilliste mit 8 Einträgen von Personen, deren Namen mit den Buchstaben „Reo“ beginnt.

## Reo
- Reo, Tommy († 1999), US-amerikanischer Jazzmusiker (Posaune)
- Reo-Coker, Nigel (* 1984), englischer Fußballspieler

### Reoc
- Reoch, Mary Jane (1945–1993), US-amerikanische Radrennfahrerin
- Reoch, Matt (* 1983), gibraltarischer Fußballspieler

### Reol
- Reol (* 1993), japanische Sängerin, Rapperin, Songwriterin und Musikproduzentin
- Reolon, Marcio (* 1984), brasilianischer Filmregisseur, Filmproduzent, Drehbuchautor und Filmschauspieler

### Reom
- Reomensis, Aurelian, fränkischer Schriftsteller und Musiktheoretiker

### Reoy
- Reoyo, Enrique († 1938), spanischer Dramatiker und Librettist